# Подымовы
Поды́мовы — русский дворянский род.

## История рода
На протяжении XVI—XVIII веков Подымовы упоминаются среди помещиков деревень Даниловка и Тюмошево Окологородного стана Рязанского уезда. Иван Григорьевич Подымов был жалован вотчиной (1637) за Московское осадное сидение. Другая ветвь Подымовых получила дворянство от царей Ивана V и Петра I Алексеевичей (1692). В начале XVIII века упоминается московский стряпчий Василий Денисович Подымов. В Писцовой книге Усожского стана Курского уезда 1710 года в числе владельцев имений села Радубеж упоминается «московского чину помещик» Яков Афанасьевич Подымов. В XVIII—XIX веках Подымовым принадлежали земли и крестьяне в Болховском, Карачевском, Кромском, Ливенском и Орловском уездах Орловской губернии, а также в Рыльском уезде Курской губернии. В списке дворян, прибывшим в город Орёл для участия в выборах по положению губернского съезда (декабрь 1850) упоминается помещик Болховского уезда Николай Дормидонтович Подымов. Подымовы оставались землевладельцами Болховского уезда до Октябрьской революции 1917 года.

## Известные представители
- Подымовы: Семён Богданович и Самойло Алексеевич — карачевские городовые дворяне (1627—1629).
- Подымов Андреян Устинович — стряпчий (1679), стольник (1686—1692).
- Подымовы: Пётр Михайлович и Василий Денисович — стряпчие (1683—1692).
- Подымовы: Устин Иванович, Парфений Михайлович, Константин Клементьевич, Иван Богданович, Василий Гневашевич — московские дворяне (1676—1692)[2]
- Подымов, Яков Ефимович — московского чина помещик, жилец полковой службы с 1684 года[3]. В начале XVIII века владел имением в селе Радубеж Усожского стана Курского уезда.
- Подымов, Ардалион Николаевич — майор, владелец имений в Болховском уезде Орловской губернии.
- Подымов, Дормидонт Николаевич — майор, владелец имений в Болховском уезде Орловской губернии, брат предыдущего.
  - Подымов, Николай Дормидонтович — владелец имений в Болховском уезде Орловской губернии, сын предыдущего.
  - Подымов, Александр Дормидонтович (1824—1909) — инженер-генерал, участник Кавказской и Русско-турецкой войн, брат предыдущего.
    - Подымов, Борис Александрович (1866—1931) — сын предыдущего, Георгиевский кавалер.
    - Подымов, Александр Александрович (1869—1915) — брат предыдущего, Георгиевский кавалер.